# Le Grand Pavois (Marseille)
Pour les articles homonymes, voir Grand pavois.
Le Grand Pavois un immeuble de grande hauteur à usage d'habitations. Il est situé dans le 8e arrondissement de Marseille, en France et le quartier de Saint-Giniez (précisément au 320-322 avenue du Prado).
Il est composé d'un rez-de-chaussée, de 2 entre-sols, de 30 étages, de 2 niveaux d'attique et d'un niveau technique soit 36 niveaux.
Haut de 100 m, il s'agit du troisième plus haut bâtiment de Marseille après la Tour CMA-CGM (147 m) et la tour La Marseillaise (135 m).
Il a été construit en 1975. Les plans sont des architectes père et fils Jean et Georges Delbès.
Sur son toit sont installés une piscine et un solarium réservés aux résidents, et une antenne dont la cime est à 115 m du sol.
L'ensemble de bâtiments comprend également des cabinets médicaux, une pharmacie et des grandes surfaces.
L'immeuble se situe au niveau du Rond-point du Prado, à 50 m de la station de métro Rond-point du Prado, du Parc Chanot et du Stade Vélodrome.